# Maurice Prat
Pour les articles homonymes, voir Prat (homonymie).

a Compétitions nationales et continentales officielles uniquement.

b Matchs officiels uniquement.
Maurice Prat est un joueur de rugby à XV français, né le 17 septembre 1928 à Lourdes et mort le 15 mai 2016 dans la même ville. Mesurant 1,73 m pour 75 kg, il a occupé tour à tour les postes de troisième ligne, puis d'arrière, et enfin de trois-quarts centre pour son club de toujours, le FC Lourdes. Il est le cadet de Jean Prat.
Au centre de l'attaque, il est aux côtés de Roger Martine durant huit ans, les deux participant au fameux jeu de ligne à la lourdaise.
Il a ainsi pu remporter 6 championnats, 3 challenges Yves Du-Manoir, et 2 Coupes de France.
Sa plus belle saison fut celle de 1956 - 1957. Tout comme son frère, il arrête la compétition à la fin de la saison 1958 - 1959. Cependant, le 9 mars 1969, à 40 ans passés, il fut contraint de rejouer en poule, la ligne de trois-quarts d'alors ayant brutalement fait sécession, face à Lavelanet. Son équipe l'emporta malgré tout sur un large score.
En 2006, il est nommé chevalier de la Légion d'honneur. 
Il meurt le 15 mai 2016 à l'âge de 87 ans à l'hôpital de Lourdes.

## Carrière

### En club
- FC Lourdes

### En équipe de France
- Maurice Prat a connu sa première sélection le 27 janvier 1951 contre l'Irlande.

## Palmarès

### En club
- Champion de France en 1948, 1952, 1953, 1956, 1957 et 1958
- Challenge Yves Du-Manoir en 1953, 1954 et 1956
- Coupe de France en 1950 et 1951
- Finaliste du championnat de France en 1955
- Finaliste de la coupe de France en 1948

### En équipe nationale
Maurice Prat a remporté deux Tournois en 1954 et 1955. Il termine deuxième à deux reprises, troisième à une reprise et trois fois au-delà de la troisième place.
| Édition           | Rang | Résultats France | Résultats M. Prat | Matchs M. Prat |
| ----------------- | ---- | ---------------- | ----------------- | -------------- |
| Cinq Nations 1951 | 2    | 3 v, 0 n, 1 d    | 0 v, 0 n, 1 d     | 1/4            |
| Cinq Nations 1952 | 4    | 1 v, 0 n, 3 d    | 1 v, 0 n, 3 d     | 4/4            |
| Cinq Nations 1953 | 4    | 1 v, 0 n, 3 d    | 1 v, 0 n, 2 d     | 3/4            |
| Cinq Nations 1954 | 1    | 3 v, 0 n, 1 d    | 2 v, 0 n, 1 d     | 3/4            |
| Cinq Nations 1955 | 1    | 3 v, 0 n, 1 d    | 3 v, 0 n, 1 d     | 4/4            |
| Cinq Nations 1956 | 2    | 2 v, 0 n, 2 d    | 1 v, 0 n, 1 d     | 2/4            |
| Cinq Nations 1957 | 5    | 0 v, 0 n, 4 d    | 0 v, 0 n, 3 d     | 3/4            |
| Cinq Nations 1958 | 3    | 2 v, 0 n, 2 d    | 2 v, 0 n, 0 d     | 2/4            |

Légende : v = victoire ; n = match nul ; d = défaite ; la ligne est en gras quand il y a Grand Chelem.

## Statistiques en équipe nationale
De 1951 à 1958, Maurice Prat dispute 31 matchs avec l'équipe de France au cours desquels il marque 6 essais et 2 drops (24 points). Il participe notamment à huit Tournois des Cinq nations de 1951 à 1958, remportant les éditions de 1954 et 1955, les deux ex æquo à égalités de points. Il remporte par ailleurs la Coupe d'Europe FIRA de rugby à XV 1954 et les Jeux Méditerranéens en 1955.
Maurice Prat débute en équipe nationale à 22 ans le 27 janvier 1951. Il joue régulièrement au poste de centre jusqu'à l'année 1958, disputant 31 matchs en 8 saisons. Il est même désigné capitaine pour son dernier match.